# Partit Comunista de Kamputxea
El Partit Comunista de Kamputxea (en khmer: គណបក្សកុំមុយនីសកម្ពុជា), conegut també com a Partit Comunista de Cambodja i Partit Comunista Khmer, fou un partit comunista cambodjà. El seu líder era Pol Pot i els seus seguidors eren generalment coneguts com els khmers rojos. El partit va ser clandestí la major part de la seva existència i va prendre el poder l'any 1975 en triomfar en la guerra civil cambodjana, aleshores va establir l'estat conegut com la Kamputxea Democràtica. El partit va perdre el poder l'any 1979 amb la creació de la República Popular de Kamputxea; després va ser derrotat pels membres dissidents del règim de Pol Pot, i per la intervenció de forces militars del Vietnam -en la Guerra cambodjana-vietnamita després d'un període de matança massiva. El partit es va dissoldre oficialment l'any 1981 i el Partit de Kamputxea Democràtica (PDK) es va proclamar com el seu hereu.

## Història

### La fundació del partit; primeres divisions

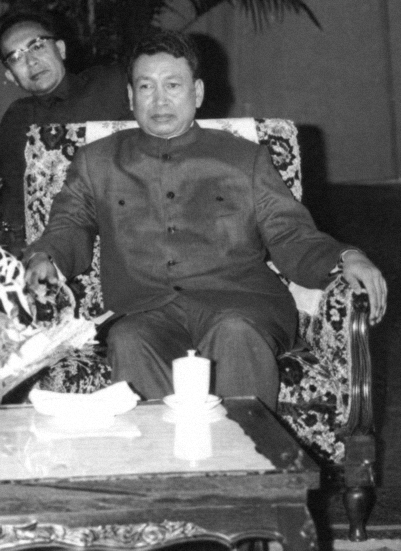
Foto de Pol Pot quan era Primer ministre del seu país.

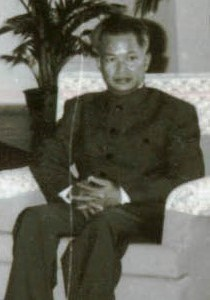
Khieu Samphan en 1978.

El partit va ser fundat en 1951, quan el Partit Comunista de la Indoxina (PCI) es va dividir en partits comunistes independents de Cambodja, Laos i Vietnam. La decisió de formar un partit comunista de Cambodja independent havia estat presa al congrés del PCI al febrer del mateix any. Diferents fonts afirmen diferents dates exactes de fundació i del primer congrés del partit. El congrés del partit no va triar un Comitè Central ple, però en el seu lloc va nomenar un Comitè de Formació i Propaganda del Partit. Al moment de la seva formació el partit cambodjà va ser anomenat Partit Revolucionari del Poble Jemer (PRPJ). El Partit Comunista de la Indoxina havia estat fortament dominat per vietnamites i el PRPJ va ser recolzat activament per la part vietnamita durant la seva fase inicial d'existència. A causa de la dependència del suport vietnamita en la lluita conjunta contra el domini colonial francès la història del partit, que més tard es va reescriure, va declarar a 1960 com l'any de la fundació del partit.
A què es deu aquesta confusió amb la data de la fundació del partit?
Dins del partit es parlava de la seva fundació el 30 de setembre de 1951, però va ser el mateix Pol Pot qui va decidir canviar la data a la trobada  de Penh en setembre de 1960, justificant-se amb el fet que la història del partit s'havia d'adaptar de forma clara i perfecta a les seves polítiques d'independència.
La veritable raó que se sospita és que, fent això tallaven de la història del partit certs anys on la seva contribució al país va ser poc destacable o nul·la, amb el que mantenen en alt la posició del partit. Alguns també argumentar que això els permet després tenir una base per començar el conflicte amb Vietnam.
Segons la versió de la història del partit de la Kampuchéa Democràtica, el fracàs del Viet Minh a negociar un paper polític pel PRPJ en la Conferència de Ginebra de 1954 va representar una traïció al moviment cambodjà, que encara controlava grans zones rurals i va ordenar que hi hagués almenys 5,000 homes armats. Després de la conferència, a uns 1,000 membres del PRPJ, incloent a Son Ngoc Minh, van fer una "llarga marxa" cap a Vietnam del Nord, on van romandre en l'exili. A la fi de 1954, els que es van quedar a Cambodja van fundar un partit polític legal, el Krom Pracheachon, que va participar en les eleccions a l'Assemblea Nacional de 1955 i 1958. En les eleccions de setembre de 1955 va guanyar prop de 4% dels vots, però no va aconseguir un escó en la legislatura. Els membres del Pracheachon van ser objecte de constant assetjament i detencions perquè el partit va ser il·legalitzat pel Sangkum. Els atacs del govern li van impedir participar en les eleccions de 1962 i es va anar a la clandestinitat. S'especula que la decisió del Pracheachon de presentar candidats per a l'elecció no havia estat aprovat pel PRPJ. El príncep Norodom Sihanuk habitualment qualificava als esquerrans locals de Khmer Rouge, Jemer Rojo o Jemeres Vermells, un terme que després va arribar a significar el partit i l'Estat liderat per Pol Pot, Nuon Chea, Ieng Sary, Khieu Samphan i els seus socis.
A mitjan dècada de 1950 dues faccions del PRPJ, el "comitè urbà" (dirigit per Tou Samouth), i el "comitè rural" (dirigit per Sieu Heng), van sorgir. En termes generals, aquests grups defensaven tendències revolucionàries diferents. La tendència prevaleciente "urbana", aprovada per Vietnam del Nord, va reconèixer que Sihanuk, en virtut del seu èxit a guanyar la independència de França, era un veritable líder nacional el neutralisme del qual i la profunda desconfiança dels Estats Units ho va convertir en un actiu valuós en la lluita d'Hanoi per “alliberar” a Vietnam del Sud. Els líders d'aquesta tendència esperaven que el príncep podria ser persuadit per distanciar-se de la dreta i l'adopció de polítiques d'esquerra. L'altra tendència, recolzada en la seva major part per quadres rurals que estaven familiaritzats amb la dura realitat de les zones rurals, va advocar per una lluita immediata per enderrocar al Sihanouk “feudal”; en 1959 Sieu Heng va desertar cap al govern i va proveir a les forces de seguretat la informació que els va permetre destruir fins a un 90% de l'organització del partit a les zones rurals. Encara que a les xarxes comunistes a la capital Penh i altres ciutats sota la jurisdicció de Tou Samouth els va anar millor, només uns pocs centenars de comunistes van romandre actius al país en 1960.

### El grup d'estudiants de París
Durant la dècada de 1950 els estudiants jemeres a París, la capital de França, van organitzar el seu propi moviment comunista, que tenia poca o cap connexió amb el partit en problemes en la seva pàtria. De les seves files van sortir els homes i dones que tornarien a casa, prendrien el comandament del partit durant els anys 60, farien una guerra civil contra Norodom Sihanuk i el general Lon Nol des de 1968 fins a 1975, i establirien el règim de la Kampuchéa Democràtica.
Pol Pot, que lideraria el moviment comunista des de la dècada de 1960, va néixer en 1928 (algunes fonts diuen que en 1925), a la província de Kompong Thom, al nord-est de Penh. Va assistir a una escola secundària tècnica a la capital i després es va traslladar a París en 1949 per estudiar electrònica de ràdio (altres fonts diuen que ell va assistir a una escola per a impressors i tipógrafos i que també va estudiar enginyeria civil).
Un altre membre del grup d'estudiants de París va ser Ieng Sary. Ell era un xinès-jemer nascut en 1930 a Vietnam del Sud. Va assistir al col·legi d'elit Lycée Sisowath a Penh abans de començar els cursos en comerç i política en l'Institut d'Estudis Polítics de París (més conegut com a Sciences Po) a França. Khieu Samphan, considerat "un dels intel·lectes més brillants de la seva generació", va néixer en 1931 i es va especialitzar en economia i política durant la seva estada a París. En talent es va veure igualat per Hou Yuon, nascut en 1930, que va estudiar economia i dret. Són Sen, nascut en 1930, va estudiar l'educació i literatura; Hu Nim, nascut en 1932, va estudiar dret. La majoria dels membres del grup d'estudiants de París provenien de famílies de terratinents o de funcionaris públics. Tres membres del grup de París van forjar un vincle que va sobreviure a anys de lluita revolucionària i pugna dins del partit, Pol Pot i Ieng Sary es van casar amb Khieu Ponnary i Khieu Thirith (també conegut com a Ieng Thirith), suposadament familiars de Khieu Samphan. Aquestes dues dones ben educades també van tenir un paper central en el règim de la Kampuchéa Democràtica.
En algun moment entre 1949 i 1951, Pol Pot i Ieng Sary es van unir al Partit Comunista Francès (PCF). En 1951 els dos van ser a Berlín Oriental, Alemanya Oriental, per participar en un festival de la joventut. Aquesta experiència es considera que és un punt d'inflexió en el seu desenvolupament ideològic. En una reunió amb els jemeres que lluitaven amb el Viet Minh (i els qui posteriorment serien jutjats com a massa servils als vietnamites) es van convèncer que només una organització partidària fortament disciplinada i amb una bona disposició per a la lluita armada podria aconseguir la revolució. Van transformar l'Associació d'Estudiants Jemeres (AEJ), a la qual pertanyia la majoria dels aproximadament 200 estudiants jemeres a París, en una organització de les idees nacionalistes i d'esquerra. Dins de la AEJ i les seves organitzacions successores era una organització secreta coneguda com el Cercle marxista. L'organització estava composta de cèl·lules de tres a sis membres amb la majoria dels membres sense saber gens sobre l'estructura general de l'organització. En 1952 Pol Pot, Hou Yuon, Ieng Sary i uns altres esquerrans van guanyar notorietat enviant una carta oberta al príncep Norodom Sihanuk cridant-ho el "estrangulador de la naixent democràcia." Un any més tard, les autoritats franceses van prohibir la AEJ. En 1956, no obstant això, Hou Yuon i Khieu Samphan van fundar un nou grup, la Unió d'Estudiants Jemeres. A l'intern el grup estava sent dirigit pel Cercle marxista.
Les tesis doctorals escrites per Hou Yuon i Khieu Samphan expressen temes bàsics que posteriorment es convertirien en les pedres angulars de la política adoptada per la Kampuchéa Democràtica. El paper central dels camperols en el desenvolupament nacional va ser recolzat per Hou Yuon en la seva tesi de 1955, "Els camperols cambodjans i les seves perspectives de modernització", que va desafiar l'opinió convincent que la urbanització i la industrialització són precursores necessàries de desenvolupament. L'argument principal en 1959 la tesi de Khieu Samphan, "L'economia de Cambodja i el seu desenvolupament industrial", va anar que el país havia de ser autosuficient i posar fi a la seva dependència econòmica dels països desenvolupats. En general, el treball de Khieu reflecteix la influència d'una branca de l'escola de la "teoria de la dependència", que va culpar a la falta de desenvolupament al tercer món en el domini econòmic de les nacions industrialitzades.

### Existència clandestina a Penh
Després de tornar a Cambodja en 1953, Pol Pot es va integrar al treball en el partit. Al principi ell va ser a reunir-se amb les forces aliades al Viet Minh que operaven a les zones rurals de la província de Kompong Cham. Després del final de la guerra, va traslladar a Penh el "comitè urbà" de Tou Samouth on es va convertir en un important punt de contacte entre els partits d'esquerra i el moviment comunista secret. Els seus camarades Ieng Sary i Hou Yuon, es van convertir en mestres d'una nova escola secundària privada, el Lycée Kambuboth, que Hou Yuon va ajudar a fundar. Khieu Samphan va tornar de París en 1959, va ensenyar com a membre de la Facultat de Dret de la Universitat de Penh, i va començar a editar una publicació d'esquerra en francès, L'Observateur. El periòdic aviat va adquirir reputació en el petit cercle acadèmic de Penh. A l'any següent el govern va tancar el periòdic i la policia de Norodom va humiliar públicament a Khieu Samphan en donar-li una pallissa, desvestir-ho i fer públiques les fotografies en les quals va aparèixer. No obstant això, l'experiència no va impedir a Khieu advocar per la cooperació amb Norodom a fi de promoure un front unit contra les activitats dels Estats Units a Vietnam del Sud. Com es va esmentar en els mitjans de comunicació Khieu Samphan, Hou Yuon, i Hu Nim es van veure obligats a "treballar a través del sistema" en unir-se a la Sangkum i acceptar càrrecs al govern del príncep.
Del 28 al 30 de setembre de 1960, 21 líders del PRPJ van celebrar un congrés secret en una habitació buida de l'estació del ferrocarril de Penh. S'estima que 14 delegats representaven la facció "rural" i 7 a la facció "urbana". Aquest esdeveniment crucial segueix sent un misteri, ja que el seu resultat s'ha convertit en objecte de discòrdia (i considerablement reescrit en la seva història) entre faccions jemeres pro-vietnamita i antivietnamita. En la reunió el partit va ser rebatejat com a Partit dels Treballadors de Kampuchéa (PTK). Es va discutir a fons la qüestió de la cooperació amb Norodom o resistir-se a ell. Es va adoptar una nova estructura del partit. Per primera vegada es va designar un Comitè Central, amb Tou Samouth al capdavant, qui va advocar per una política de cooperació, com el secretari general del partit. El seu aliat, Nuon Chea (també conegut com a Long Reth), es va convertir en secretari general adjunt; No obstant això, Pol Pot i Ieng Sary van ser nomenats per al Comitè Central per ocupar el tercer i el cinquè llocs més alts en la jerarquia del partit, respectivament. Un altre membre del comitè era el veterà comunista Keo Pixes. A Kampuchéa Democràtica, aquesta reunió més tard es projectaria com la fundació del partit, minimitzant la història del partit abans de l'ascensió de Pol Pot al lideratge.
El 20 de juliol de 1962, Tou Samouth va ser assassinat pel govern de Cambodja. Al febrer de 1963, al segon congrés del PTK, Pol Pot va ser triat per succeir a Tou Samouth com a secretari general del partit. Els aliats de Tou, Nuon Chea i Keo Pixes van ser retirats del Comitè Central i substituïts per Son Sen i Vorn Vet. A partir de llavors, Pol Pot i els seus lleials camarades des dels seus dies d'estudiant a París van controlar el partit, superant als veterans de més edat als quals consideraven excessivament pro-vietnamites.

### Insurrecció en la Cambodja rural
El juliol del 1963, Pol Pot i la majoria dels membres del Comitè Central van deixar Penh per establir una base insurgent a la província de Ratanakiri en el nord-est. Pol Pot poc abans havia estat posat en una llista de 34 esquerranes que van ser convocats per Norodom Sihanuk per unir-se al govern i demostrar que el príncep era l'únic líder possible per al país. Pol Pot i Chou Chet eren les úniques persones en la llista que es van escapar. Tots els altres estaven d'acord a cooperar amb el govern i posteriorment van ser posats sota vigilància les 24 hores del dia per la policia. A mitjan dècada de 1960 el Departament d'Estat dels Estats Units estimava que el nombre de membres del partit era d'aproximadament 100.
Pol Pot i els altres es van traslladar a aquesta regió que estava habitada per minories tribals, el Khmer loeu, el tracte dur del qual (incloent el reasentamiento forçós) a les mans del govern central els va fer reclutar a persones disposades per a la lluita de guerrilles. En 1965 Pol Pot va fer una visita de diversos mesos a Vietnam del Nord i Xina. Probablement va rebre algun tipus de formació a la Xina, que ha d'haver millorat el seu prestigi quan va tornar a les zones alliberades del PTK. Malgrat les relacions amistoses entre Norodom i Xina, el govern d'aquest últim país va mantenir la visita de Pol Pot en secret a Norodom. En 1971, el partit va canviar el seu nom pel de "Partit Comunista de Kampuchéa" (PCK). El canvi del nom del partit va ser un secret ben guardat. Als membres de baix rang del partit i fins i tot als vietnamites no se'ls va dir del canvi i tampoc ho va ser el nombre de membres fins a molts anys després. La direcció del partit va fer costat la lluita armada contra el govern, llavors liderat pel príncep Norodom Sihanuk. En 1967 va haver-hi diversos intents de rebel·lió a petita escala van ser fets pel PCK però van tenir poc èxit.
En 1968, els Jemeres Vermells van llançar una insurrecció nacional en tota Cambodja esclatant la guerra civil cambodjana. Encara que Vietnam del Nord no havia estat informat de la decisió, les seves forces van proporcionar refugi i armes als Jemeres Vermells després de la insurrecció va començar. Les forces guerrilleres del partit van ser batejades com l'Exèrcit Revolucionari de Kampuchéa. El suport vietnamita a la insurrecció va fer impossible que l'Exèrcit Real de Cambodja combatés eficaçment a la guerrilla.

### Ascens al poder
L'interès polític dels Khmers rojos es va incrementar a conseqüència de la situació creada pel cop d'estat que va enderrocar a Norodom Sihanuk com a cap d'Estat l'any 1970. El Primer ministre Lon Nol, amb el suport de l'Assemblea Nacional, va deposar Norodom. Aquest, en l'exili a Pequín, Xina, va fer una aliança amb el Partit Comunista de Kampuchéa i es va convertir en el cap nominal d'un govern en l'exili dominat pels Khmers rojos (conegut per les seves sigles en francès com GRUNK) recolzat per la República Popular Xina. El suport popular de Sihanuk en la Cambodja rural va permetre a la guerrilla estendre la seva poder i influència fins al punt que l'any 1973 exercia un control de facto en la majoria del territori de Cambodja, encara que només tenia una minoria de la població.
La relació entre el bombardeig massiu de Cambodja per Estats Units i el creixement en nombre dels Jemeres Vermells, així com el suport popular a la guerrilla, ha estat un tema d'interès per als historiadors. Alguns historiadors han citat la intervenció nord-americana i la campanya de bombardejos (que abasta des de 1965 fins a 1973) com un factor important que va conduir a un major suport als Jemeres Vermells entre els camperols de Cambodja. No obstant això, el biògraf de Pol Pot, David Chandler, sosté que els bombardejos "van tenir l'efecte que volien els nord-americans perquè es va trencar el cèrcol comunista de Penh". Peter Rodman i Michael Lind van afirmar que la intervenció dels Estats Units va salvar a Cambodja del col·lapse en 1970 i 1973. Craig Etcheson va convenir que era "insostenible" afirmar que aquesta intervenció va causar la victòria dels Jemeres Vermells al mateix temps que reconeix que pot haver exercit un paper petit paper a fomentar el nombre dels insurgents. William Shawcross, no obstant això, va escriure que els bombardejos i incursions terrestres dels Estats Units van sumir a Cambodja en el caos que Norodom havia treballat durant anys per evitar.
La intervenció vietnamita a Cambodja, engegada a petició dels guerrillers, també ha estat citat com un factor important en la seva eventual victòria, fins i tot per Shawcross. Vietnam posteriorment va admetre que va tenir «un paper decisiu» en la seva presa del poder. Xina “va armar i va entrenar” als Jemeres Vermells durant la guerra civil i va continuar ajudant-los anys després.
Quan el Congrés dels Estats Units va suspendre l'ajuda militar al govern de Lon Nol en 1973, els Khemers Rojos van aconseguir avanços radicals al país, aclaparant completament a les Forces Armades Nacionals Jemer. El 17 d'abril de 1975 el Khemer Roig va prendre Ponh Penh, va enderrocar a la República Khmer i va fer l'execució de tots els funcionaris estatals.

## El Khmer Rouge en el poder
El lideratge dels Khmers rojos va estar sense majors canvis entre els anys 60 i intervinguts dels 90. Els líders provenien en la seva majoria de famílies de la classe mitjana i s'havien educat en universitats franceses. El Comitè Permanent del Comitè Central dels Jemeres Vermells ("centre del partit") durant el seu període en el poder estava compost per: 
- Germà número 1 Pol Pot (Saloth Sar)—Secretari General del Partit Comunista de Kampuchéa, 1963–81; Primer ministre de Kampuchéa Democràtica, 1976–79
- Germà número 2 Nuon Chea (Long Bunruot)—Sotssecretari general del partit i president de l'Assemblea Representativa Popular de Kampuchéa
- Germà número 3 Ieng Sary—Viceprimer ministre de la Kampuchéa Democràtica i Ministre de Relacions Exteriors, 1975–79
- Germà número 4 Khieu Samphan— President del Presidium Estatal (cap d'Estat) de la Kampuchéa Democràtica
- Germà número 5 Ta Mok (Chhit Chhoeun)— Líder de l'Exèrcit Nacional de Kampuchéa Democràtica; últim capdavanter dels Jemeres Vermells i Secretari Regional del Sud-oest (va morir sota custòdia tot esperant judici per genocidi el 21 de juliol de 2006)
- Germà número 13 Ke Pauk—Secretari Regional de la Zona Nord
- Yun Yat—Ministre d'Educació, 1975–77; Ministre d'Informació (va reemplaçar a Hu Nim en 1977)

En el poder, el Jemer Rojo va dur a terme un programa radical que va incloure l'aïllament del país de la influència estrangera, el tancament d'escoles, hospitals i fàbriques, l'abolició de la banca, les finances i la moneda, la prohibició de totes les religions, la confiscació de totes les propietats privades i la reubicació de les persones de les zones urbanes a les granges col·lectives on treballaven forçosament. El propòsit d'aquesta política va ser la de convertir als ciutadans cambodjans o "gent vella" en "gent nova" a través de la mà d'obra agrícola. Aquestes accions van resultar en morts massives per execucions, esgotament per treball, malalties i gana.
A Penh i altres ciutats, el Jemer Rojo va dir als residents que serien traslladats "dos o tres quilòmetres" de distància fora de la ciutat i tornarien en "dos o tres dies." Alguns testimonis diuen que se'ls va dir que l'evacuació va ser a causa de la "amenaça dels bombardejos nord-americans" i que ells no haurien de tancar les seves cases, ja que el Khmer Rouge estaria a "càrrec de tot" fins que tornessin. Aquestes no van ser les primeres evacuacions de la població civil pel Khmer Rouge. Evacuacions similars de poblacions sense possessions havien vingut produint en menor escala des de principis de 1970.
El Jemer Rojo va intentar convertir a Cambodja en una societat sense classes despoblant ciutats i obligant a la població urbana a estar en comunas agrícoles a través de brutals mètodes totalitaris. Tota la població es va veure obligada a convertir-se en camperols en els camps de treball forçat. Durant els seus quatre anys en el poder, el Jemer Rojo va exterminar amb excés de treball i gana a la població, al mateix temps va fer l'execució de grups seleccionats que tenien el potencial de soscavar el nou estat (inclosos els intel·lectuals) i en va matar molts altres, fins i tot per infraccions menors de les regles. Durant la dècada de 1970, i especialment després de mitjan 1975, el partit també va ser sacsejat per les lluites entre faccions. Va haver-hi fins i tot intents armats per enderrocar a Pol Pot. Les purgues resultants van aconseguir la seva màxima intensitat en 1977 i 1978, quan milers de persones, incloent alguns líders importants del PCK, van ser executats. La vella generació de comunistes, sospitosos de tenir vincles amb o simpaties per Vietnam, van ser atacats per la direcció de Pol Pot.

### El Angkar
Aproximadament dos anys després que el PCK va assumir el poder, es va referir a si mateix com el "Angkar" (en cambodjà:អង្គការ; pronunciat Ahngkah, la qual cosa significa 'L'Organització'). No obstant això, el 29 de setembre de 1977 Pol Pot va declarar públicament l'existència del PCK en un llarg discurs de 5 hores de durada. Va revelar el veritable caràcter de l'autoritat suprema a Cambodja, un fosc cos governant que s'havia mantingut exclòs.
El PCK havia estat extremadament reservat durant tota la seva existència. Abans de 1975 era necessari el secret per a la supervivència del partit i Pol Pot i els seus col·laboradors més propers s'havien basat en la continuació del secretisme extrem amb la finalitat de consolidar la seva posició en contra d'aquells que percebien com a enemics interns durant els seus dos primers anys en el poder. La revelació de l'existència del PCK va ser a causa del viatge de Pol Pot a Pequín que va resultar en la pressió de la Xina als líders del Jemer Rojo per reconèixer la seva veritable identitat política en un moment en què cada vegada més depenia de l'ajuda de la Xina en contra de les amenaces per part de Vietnam. En conseqüència, Pol Pot en el seu discurs va afirmar que la fundació del PCK havia estat en 1960 i va posar en relleu la seva identitat separada del Partit Comunista de Vietnam (PCV). Aquest secret va continuar fins i tot després de la presa del poder pel PCK. A diferència de la majoria dels líders comunistes, Pol Pot mai va ser objecte d'un culte a la personalitat. Seria gairebé un any abans que es confirmés que el seu nom real era Saloth Sar, l'home sempre citat com a secretari general del PCK.

## Caiguda dels Khemers Rojos
El 18 de març de 1970 el rei instal·lat a Pequín entaula relacions amb els Khmers rojos, rivals en el passat de la Xina. Juntament amb l'instauren un govern real d'Unió Nacional de Kampuchéa, recolzat per la Xina maoista de Mao Zedong. Amb aquesta ajuda, i comptant amb joves soldats vinguts del camp (persones que odien la ciutat, el centre i la seva relació amb corrupció i a explotació), els Khmers rojos controlen ràpidament la meitat del país i amenacen les vies de comunicació. Malgrat l'ajuda que va rebre la Cambodja no comunista de Lon Nol per part dels Estats Units i el suport d'Hanoi a la seva causa, els Khmers rojos no van trigar a conquerir la capital del país el 17 d'abril de 1975.
A partir d'aquí s'estableix un nou règim. Els tres responsables ideològics del nou règim, Khieu Samphan, Ieng Sary i Pol Pot, decideixen sotmetre als habitants de la ciutat a treballs forçats en el camp. Els vietnamites que vivien en aquell moment al territori cambodjà van ser expulsats del territori en condicions dramàtiques, i durant l'any 1976 es van dur a terme matances i massacres, fent així d'aquesta dictadura una de les més temibles de la història.
Per a la contenció i supressió d'aquest règim es crea el FUNK (Front Unit de Salvació Nacional de Kampuchéa), el qual està fermament recolzat per un Vietnam unit i que és a punt d'entrar en guerra amb els seus veïns situats a la frontera. L'esclat fronterer amb Vietnam ocasionat per la ruptura diplomàtica al desembre de 1977 va fer que s'accentués la rivalitat entre Xina i la URSS. El greuge de la crisi interna originada a Cambodja, després que Saloth Sar o Pol Pot eliminarà la facció de Khieu Samphan, juntament amb la tensió amb Vietnam, va facilitar la posició de l'oposició a la zona oriental del país. L'oposició, recolzada ferventment per Vietnam, va aconseguir posicionar-se per poder fer front als Khmers rojos el 3 de desembre de 1978. Amb aquest suport, les tropes del FUNKS van avançar amb gran facilitat, i Vietnam va envair Cambodja el 27 de novembre de 1978, fent que el règim es precipités fent-se amb Phnom Penh el 5 de gener del 79, la qual cosa va significar la caiguda total del règim de Pol Pot.
El FUNKS va constituir un govern provisional denominat “Consell Revolucionari del Poble” presidit per Heng Samrin. Aquest nou règim, protegit per Vietnam i per la URSS, es va fer sòlid a l'interior però no va obtenir el reconeixement de l'ONU. En 1980, aquesta va ratificar la representació legítima de Cambodja pel que fa a l'antic govern de Pol Pot, poc després que aquest fos reemplaçat com a primer ministre a les mans de Khieu Samphan al desembre de 1979. El nou president va signar amb Hanoi un tractat de protecció similar a l'aconseguit dos anys abans entre el Vietnam i Laos.
El monarca Norodom Sihanuk, que ja s'havia distanciat de Pol Pot, va presentar un informe a les Nacions Unides on acusava el Vietnam de cometre una agressió cap a Cambodja. L'opinió internacional havia de decidir entre atorgar la legítima representació del poble cambodjà a les mans del sanguinari Pol Pot o reconèixer a Heng, que havia rebut el poder de mans d'una invasió estrangera.
Pol Pot tenia el suport de la Xina i va continuar amb l'aprovació dels països no comunistes asiàtics. Heng, en canvi, gràcies a les mediacions de la URSS, va obtenir l'aprovació dels països comunistes i alguns dels països del tercer món aliats amb la URSS. Pol Pot al costat de Khieu Samphan, després de ser substituït com a primer ministre, va seguir al capdavant de la guerra de guerrilles contra el bàndol pro-vietnamita. Khieu Samphan, sobre les base d'una llista única del FUNKS, va convocar eleccions per a una nova Assemblea Nacional al maig de 1981, la qual va elaborar de manera gairebé sobtada una constitució al juny de 1981, destituint així a l'ex-jemer vermell Heng Samrin del seu càrrec com a cap d'estat i nomenant així com cap del govern a Penn Sovann, secretari general del partit comunista pro-soviètic, el qual va dimitir per qüestions de salut dels seus càrrecs al desembre de 1981. Serà reemplaçat per Heng Samrin com a secretari general, i Chan Si es convertirà en el cap del govern, substituït per Hu Sen el 14 de gener de 1985.
Seguint de prop el bàndol dels jemeres Vermells se sap bé que Pol Pot va perdre influència, però la rivalitat Xina (recolzada per EUA contra la URSS) va ajudar a la formació del Govern de Coalició de Kampuchéa Democràtica (GCKD), anti-vietnamita íntegrament, presidit pel monarca Sihanuk el 22 de juny de 1982. Aquest nou govern de coalició va sofrir forts canvis, la qual cosa va provocar una caiguda definitiva de la figura de Pol Pot en 1985.
Durant la dècada dels 80 es van seguir lliurant petites guerres de guerrilles, la qual cosa vol dir que, si durant el mandat de Saloth Sar van morir un total de dos milions de persones de manera violenta d'un total de set milions, el nombre de víctimes originades durant el govern de Hang no va ser del tot menor.
S'entra, llavors, en una espiral de reconciliació i diàleg generat després de la fi de la Guerra Freda. El final d'aquesta va afavorir el mantenir una conversa entre els dos bàndols confinats a Cambodja, el pro-vietnamita i el bàndol del monarca, fundat en Bogor, Indonèsia, al juliol de 1988. La negociació es va fer més pròspera amb la retirada de l'exèrcit vietnamita al setembre de 1989.
Poc després dels acords de París del 23 d'octubre de 1991, Sihaonuk va tornar a Phnom Pehn i va ser reconegut com a cap d'estat al novembre del mateix any. La resolució del Consell de Seguretat realitzat el 28 de febrer de 1992 va donar llum a la formació d'una autoritat provisional de les Nacions Unides a Cambodja coneguda com a “Apronuc” que, amb la participació de 20.000 cascos blaus, va començar la missió l'1 de març de 1992 i va liderar el procés de pacificació i democratització. Es va prioritzar la retirada de mines antipersona. No obstant això, la missió d'aquestes forces va ser parcialment boicotejada pels Jemeres Vermells que encara quedaven amagats en l'espessa selva de la frontera Tailandesa.

## Ideologia
Encara que molts dels líders del govern de Heng Samrin, a Penh, van formar part de la Kampuchéa Democràtica, amb el final del règim buscarien distanciar-se de les polítiques de Pol Pot, emfatitzant el rol de Pol Pot en el genocidi per restar importància a la seva participació en aquest. El mateix Heng Samrin va voler aclarir que el PCK mai va funcionar com un partit comunista quan Pol Pot estava en el poder.
Khieu Samphan, president de Kampuchéa Democràtica entre 1976 i 1979, va dir a Norodom Sihanouk que Cambodja seria el primer país, gràcies a la seva situació excepcional, que podria aconseguir el comunisme saltant-se les fases prèvies. Això demostra l'actitud d'acte-engrandecimiento del règim que li diferenciava d'altres estats comunistes. El PCK solia reivindicar la naturalesa singular del seu partit i revolució
Segons Ieng Sary, un dels fundadors dels Jemeres Vermells, en 1977:
“El que estem tractant d'aconseguir mai ha ocorregut abans… la situació de Cambodja no s'ajusta a cap model existent i, per tant, requereix de política original”.
Això contrasta amb el internacionalismo que caracteritza el comunisme. Pot ser que sigui per aquesta actitud exclusivista que el PCK no tenia bones relacions amb la Unió Soviètica, amb el Partit Comunista Xinès ni el Partit Comunista de Vietnam. En el 1965, el PCK s'aïlla de la Xina i Vietnam
Sota el lideratge de Pol Pot, el PCK va dur a terme una política autàrquica, xovinista i radical, portant al límit el socialisme agrari. Segons un estudi sobre els documents i retransmissions per radi de KD, destaca la falta de referències a Mao, Lenin o fins i tot Marx. Així i tot el PCK estava organitzat sota un politburó i un comitè central, i va tenir sota estricte secretisme la identitat dels líders del partit fins a l'any 1977, dos anys després que ascendissin al poder. Documents dels mateixos centres d'empresonament, com el de Tuol Sleng, demostren una organització leninista.
L'Estat i el partit eren un. Per evitar la formació d'oposició, van dur a terme mètodes totalitaris de control social. Per afrontar els costos de la guerra contra Vietnam i comprar equip militar empraven arròs com a moneda de canvi, malgrat la fam que sofria el país
Un document de l'any 1976 estableix la meta de KD com una revolució socialista: d'una banda construir el socialisme, i per un altre, defensar el país i marcar exemple per al futur. Usar el comunisme sol com a instrument per construir una nova Cambodja. Per això és possible creure la facilitat amb la qual van renegar del comunisme quan el règim va caure. En 1978, el mateix Pol Pot diu:
“Sense un sistema col·lectiu socialista, ens seria impossible defensar el nostre país, perdríem el país i la nostra raça cambodjana desapareixeria. De fet, la nostra revolució socialista  ha engegat una base forta per al nostre sistema col·lectiu en la nostra nació, convertint així tot el país en un bastió que pot garantir total i independentment la nostra tasca de defensa nacional.”
Algunes polítiques van ser: evacuació urbana forçada, abolició dels diners i del sistema de mercat, tancament d'institucions públiques, cessament de la propietat privada, censura de la lingüística tradicional de la cultura Jemer, massacres,  societat proletària austera i autoritària. Tot això sense passos previs. Segons ells, tots els mals venien de l'època anterior de la revolució, que els estrangers i la classe bienestante cambodjana “van envair” Cambodja i van portar el “capitalisme”, corrompent la societat. El socialisme va sorgir com una solució a la deriva nacional

### Revolució socialista “pura” i nacionalisme.
En els 70 el 90% de la població era d'ètnia Jemer. Els vilatans es referien a si mateixos com Khmer, per fer referència al territori cambodjà.
Els líders de KD es veien a si mateixos com els salvadors de la nació-estat cambodjana. La fi era  reivindicar la identitat Jemer, sense influències de l'estranger, i tornar a la proesa de l'agricultura del període Angkor. Restaurar la grandesa nacional de Cambodja. “Una era més gloriosa que Angkor”

#### Anti-Vietnam.
Després de la victòria en el 1975, Kampuchéa Democràtica va atacar Vietnam i va expulsar del país als 200.000 residents vietnamites, marcant així la seva actitud anti-vietnamita.
El sentiment anti-vietnam era comú en la població. En el 1830 va haver-hi un intent de l'Emperador Ming Mang l'any 1830 de “vietnamizar” Cambodja, i ús de buròcrates vietnamites per part dels francesos. Vietnam acaba sent el boc expiatori: KD culpava als suposats espies vietnamites que s'havien infiltrat en el PCK dels seus fracassos. La culpa és sempre de l'estranger
Pol Pot i l'elit del partit creien que, si s'eliminava la societat jerarquitzada i se substituïa per solament una classe, la camperola, Cambodja podria renéixer i sobreviure com una nació forta i unificada. Era la societat jerarquitzada la que permetia l'explotació, l'explotació porta a la feblesa, i la feblesa, a l'ocupació estrangera.
Malgrat que Vietnam va passar a ser un estat socialista l'any 1975, se seguia percebent com a amenaça.
Aquells que s'oposaven a les polítiques de la Kampuchéa Democràtica eren considerats enemics de l'estat, traïdors i espies vietnamites: “Cossos Jemer amb ments vietnamites”. Qualsevol que oposés resistència era considerat enemic de l'estat, espia potencial de Vietnam enviats per destruir el govern des de dins, argument que van usar per justificar moltes matances de cambodjans. Oficials del règim com Thiounn Mumm deien, a la fi dels 80, que la caiguda i el fracàs del règim va ser per culpa de Vietnam

#### Utopia Agrària
La DK va intentar eliminar la diferència de classes socials. Va crear una societat rural que depenia totalment de mitjans i tradicions locals. tota tecnologia vinguda d'occident era repudiada. (punt de vista anàrquic sobre l'ideal post-revolucionari: destruir l'Estat per crear un de nou).

#### Maoisme
Pol Pot va anomenar a les seves polítiques agràries com a "Gran Salt Endavant", fent esment al Gran Salt Endavant del president Mao Zedong, de 1958 al 1960. No és d'estranyar la influència, ja que el mateix Pol Pot va passar alguns anys a la Xina, durant el lideratge de Mao Zedong.
A Cambodja l'estat controlava tots els aspectes de la producció en les comunas, el racionament de menjar usat com a instrument per crear dependència cap a l'Estat. Ieng Sary pensava que la Xina no havia anat prou lluny, i que Cambodja mostraria al món una “revolució pura”. La comunalizacion de Pol Pot va ser radical en tot el país, ja que era la política del Comitè Central del PCK. (A la Xina va arribar fins a l'extrem sol en algunes zones controlades per radicals)
Va haver-hi molta fam a Cambodja, a causa que era impossible que arribés assistència tècnica ni de personal de les ciutats, ja que aquestes havien estat massivament desallotjades.
Segons el PCK, la revolució cambodjana ha de basar-se en la pagesia, ha de ser nacional, anti-vietnamita.
La classe baixa camperola estava molt frustrada per la corrupció, la inflació, i les promeses no complertes de Sihanouk, que prometia la modernització. Eren el 85% de la població.
Així i tot, la pagesia cambodjà era fidel al model d'autoritat política format pel “déu-rei” Sihanouk. El PCK va ocultar la seva identitat comunista als camperols durant el període de 1970-1975. A més, el PCK es va mostrar públicament favorable a la figura de Sihanouk, exiliat després del cop d'estat de 1970. Va ser després de tot el mateix Sihanouk qui va animar per radi a participar en el moviment anti-Lon Nol. Pot ser que ho interpretessin com una trucada per impartir justícia i restaurar la monarquia.
L'any 1981 el Partit Comunista de Kampuchéa (PCK) es va dissoldre. Els líders de la Kampuchéa Democràtica, entre ells Ieng Sary, el segon home després de Pol Pot, que llavors lluitaven contra la República Popular de Kampuchéa, deien haver abandonat el socialisme. El partit accepta la dissolució i renúncia a la seva ideologia comunista. Encara que la manipulació de la identitat del partit podria ser una estratègia per guanyar suport popular i polític del Govern de Coalició de Kampuchéa.
El Govern de Coalició de Kampuchéa va ser una coalició en l'exili composta per 3 faccions: Kampuchéa Democràtica (Jemeres Vermells), el Front d'Alliberament Nacional dels Jemeres (1979-1993, oposició a la RPK instal·lada pels vietnamites, anti-comunista, que van ajudar a expulsar els Jemeres Vermells, però temien a la dominació de Vietnam) i el FUNCINPEC, fundada el 1981 per Norodom Sihanouk

### Ideologia del Partit Popular de Cambodja

#### L'herència socialista del PPC
El Partit Popular de Cambodja ha rebut una herència igualitarista, i en 1992 va declarar la seva continuïtat amb les idees socialistes del Sangkum. (Ayres, 2000) Al moment de la seva formació, aquest socialisme es va concebre com a diferent al socialisme marxista i al comunisme en tant a la seva inspiració en els propis principis ideològics i budistes del país, donant lloc a una ideologia “essencialment khmer” que busca la modernització de Cambodja a través de la unitat i el dinamisme i que resulta pragmàtica i adaptada a l'evolució econòmica i política particular del país. La ideologia del Sangkum es basava en el manteniment d'un equilibri entre l'acció pública i l'acció privada de cara a aconseguir el lliure desenvolupament de la iniciativa i el benestar individuals. Aquest principi de l'equilibri es manifesta en el terreny polític en un posicionament neutral pel que fa als blocs capitalista i comunista –hem de contextualitzar el desenvolupament i aplicació d'aquesta ideologia amb el període de guerra freda– i en una adaptació equilibrada de tots dos sistemes per a l'organització del país en el terreny econòmic.

#### Abandonament de les idees socialistes
Malgrat aquesta adherència per part del PPC a les idees del mandat de Sihanouk, les pràctiques de la figura central del partit i primer ministre en càrrec del país Hun Sen i de grans càrrecs del seu govern revelen una escassa praxi d'aquesta ideologia i un fracàs en la consecució de l'igualitarisme, com posa de manifest l'acumulació de grans fortunes a títol individual entre diverses figures amb influència dins del partit. (Ayres, 2000) Des que va ser escollit com a primer ministre l'any 1985, Hun Sen ha permès la iniciativa privada capitalista al país i ha legislat a favor de l'entrada de capital d'empreses estrangeres per a la reconstrucció econòmica. De la mateixa manera, el govern ha reconegut la propietat privada de la terra i ha llançat reformes a nivell rural per impulsar la producció agrícola i millorar els ingressos de la població dels camperols. Per justificar aquest abandonament dels principis del socialisme, el partit va comunicar oficialment la necessitat que la ideologia quedi darrere de les necessitats immediates del país. De la mateixa manera, Hun Sen va posar fi a la República Popular de Cambodja l'any 1989 i va liderar la transició cap a un estat ideològicament neutral, desfent-se de tota reminiscència de la ideologia socialista.

#### La “no ideologia” del partit
Molts acadèmics coincideixen en la dificultat d'adscriure al PPC, i especialment a Hu Sen, a una ideologia. Malgrat que la cultura política del país ha anat acceptant progressivament valors democràtics com la celebració regular d'eleccions o la realització de manifestacions, s'ha subratllat la preocupació de Hun Sen per l'eliminació de l'oposició i de qualsevol amenaça al seu poder a través de reformes judicials i legislatives amb l'objectiu de mantenir el control de les corts i d'acabar amb l'oposició, la qual cosa es concep com a necessari per al seu manteniment del poder polític. A causa d'això, no resulta adequat considerar a Hun Sen com a partidari de la democràcia liberal i multipartidista, a pesar que, després de la transició política, Cambodja s'hagi convertit en un membre de ple dret de les Nacions Unides i en l'ASEAN, i que els observadors internacionals considerin la celebració d'eleccions al país com a “lliures i justes”.
Com ja s'ha exposat, les reformes econòmiques que s'han engegat des de l'arribada al poder de Hun Sen fan impossible parlar d'aquest com adscrit a la ideologia comunista. A l'hora d'autodefinir-se ideològicament, el ministre ha evadit posicionar-se i s'ha declarat com a devot únicament del poble de Cambodja.

## Influències exteriors
El Partit Comunista de Cambodja s'ha vist influenciat per diversos països en les seves accions al llarg de la seva història, principalment per Vietnam, EUA, Xina, la Unió Soviètica i França. Aquestes influències van conformar tant la ideologia dels seus membres com el futur del partit.
Una de les primeres influències en el partit va ser la dels moviments anti-francesos de Vietnam, especialment durant la Primera Guerra de la Indoxina. Si bé el partit no estava format en aquella època, van ser les idees de llibertat i antiimperialisme del Vietnam colonial les que van nodrir i van afavorir la creació d'aquest en el futur.
Amb la creació del Partit Comunista de la Indoxina, dominat majoritàriament per vietnamites, les ideologies populars a Cambodja van adoptar nocions que després ajudarien a configurar el Partit Comunista, com la disciplina, l'organització o la clandestinitat.
França va tenir una doble influència en el partit. D'una banda, la colonització francesa del territori cambodjà és un dels principals orígens del moviment revolucionari al país; per un altre, el líder del partit, Pol Pot, seria introduït a les idees d'imperialisme i canvi revolucionari a través del Partit Comunista Francès, al que s'afiliaria durant la seva estada a França.
EUA va proporcionar el factor decisiu per a l'ascensió del Partit Comunista de Cambodja al poder. El president Nixon va estendre la Guerra de Vietnam a Cambodja, realitzant diverses incursions militars durant aquesta al seu territori, precedides per bombardejos. Aquesta sèrie d'atacs van causar grans pèrdues humanes i materials, considerades fins i tot majors que aquelles causades durant els bombardejos al Japó. Aquesta devastació va alimentar el rancor de la població i va resultar molt negativa per al govern pro-occidental de Lon Nol, que va ser culpat per la seva aliança amb EUA. Amb un govern afeblit com aquest, la retirada del suport nord-americà al règim de Lon Nol va ser l'avantatge final que el Partit necessitava per aconseguir el poder. El ressentiment que havien generat les incursions americanes va donar lloc al sentiment anti-occidental que caracteritzaria més tard al partit i que donaria lloc al genocidi cambodjà.
La influència del comunisme soviètic és clara en la forma en què el Partit Comunista cambodjà descriu la història del seu país després d'arribar al poder: a una època inicial de comunisme primitiu li segueix un estadi d'esclavitud, feudalisme i finalment la societat capitalista. Aquest sistema opressor acabaria amb el govern del Partit Comunista. Aquesta seqüència històrica es correspon al model creat per Stalin per definir als països afectats per l'imperialisme. El Partit, doncs, va utilitzar les idees del dirigent rus per justificar la necessitat del comunisme a Cambodja.
Malgrat el considerable impacte que els anteriors països i les seves accions van tenir en el comunisme cambodjà, la major influència la va rebre del maoisme. D'ell va extreure les nocions de lluita constant de classes i de realitzar una revolució autònoma, independent de la resta de països, que el Partit Comunista de Cambodja va adaptar principalment com a independència del comunisme vietnamita.
Un altre aspecte que el partit va emular del maoisme són les purgues, tant dins com fos del partit. Aquesta cerca dels “enemics del partit” va prendre com a referència principal la Revolució Cultural i les diverses campanyes realitzades pel PCCh. La influència d'aquest i les accions dels EUA van conduir a la brutalitat dels Jemeres Vermells contra aquells considerats “agents de l'imperialisme”, i en part van propiciar el genocidi cambodjà.
Diversos eslògans del comunisme xinès van ser també reproduïts pel Partit Comunista Cambodjà, com per exemple els Salts Endavant.
El procés de col·lectivització cambodjà també imita al del gegant asiàtic en diversos aspectes. En les primeres etapes d'aquest, s'obliga a la població a dedicar-se al treball en el camp, amb la intenció de convertir Cambodja en un país rural, sense classes. Aquesta centralitat al món rural és un clar reflex d'aquella que veiem en el maoisme. Com a extensió d'aquest protagonisme del camp en la ideologia jemer, es tanquessin escoles i universitats i es “reeducará” en camps de treball a tots aquells intel·lectuals que demostrin disconformitat amb les idees del Partit. De nou, aquestes mesures reflecteixen aquelles preses pel partit de Mao a la Xina.

## Figures destacades

### Norodom Sihanouk
Norodom Sihanouk va ser un fervent defensor de la independència de Cambodja, guanyant-se l'àlies de “Pare de la Independència”, i un important líder popular. Al llarg de la seva vida va ocupar el lloc de rei de Cambodja en dues ocasions (del 1941 al 1955 i del 1993 al 2004, aquesta segona vegada com a “príncep”) i va ser cap d'estat del 1960 al 1970, entre altres càrrecs. Va ser també cap d'estat de la Kamputxea Democràtica del 1975 al 1976, però va renunciar al seu lloc ràpidament per discrepàncies amb els mètodes i amb el govern de l'Estat.
Norodom Sihanouk és una de les figures polítiques més carismàtiques i populars de la història recent de Cambodja i després de la seva última abdicació l'any 2004, “El govern li va proclamar La seva Majestat Rei-Pare de Cambodja” The government proclaimed him His Majesty the King-Father of Cambodia”. El seu paper en la política de Cambodja sempre va ser important, però va tenir especial rellevància en les dècades dels 40 i els 60.

### Samouth
Tou Samouth va ser el secretari general i capdavanter de-facto del partit comunista de Kamputxea des dels seus inicis fins a la desaparició de Samouth l'any 1962. Pol Pot, del que Samouth havia estat mentor i al com havia ajudat a escalar posicions dins del partit, va ser el que va anunciar la seva desaparició, després de la qual cosa ell i la seva camarilla van prendre el control del partit, succeint Pol Pot a Tou Samouth com a secretari general l'any posterior a la seva desaparició i mort. Les circumstàncies i autoria del segrest i assassinat de Samouth encara no han arribat a aclarir-se.

### Pol Pot (Saloth Sar)
Pol Pot és conegut pel seu paper com a líder dels Khmers Rojos abans i durant l'existència del règim de la Kamputxea Democràtica, del qual va ser primer ministre i líder principal, dirigint la dictadura i les infames reformes que es van dur a terme durant el règim. És la figura considerada responsable del genocidi dut a terme pels Khmers Rojos durant la Kamputxea Democràtica, i va ser el líder principal del país durant tota la seva existència. Va morir l'any 1998 mentre esperava per ser jutjat per un tribunal internacional, per causes encara desconegudes.

### Chea Sim
Chea Sim va ser una de les figures clau del PPC després de la caiguda del règim dels khmers vermells. Malgrat la seva col·laboració amb ells en les primeres fases del seu ascens al poder i la seva participació en la guerra civil, Chea Sim aviat va desertar i es va unir al moviment de resistència actiu a Vietnam.
Després de la caiguda del règim dels khmers rojos l'any 1979, Chea Sim va ser designat com un dels nous capdavanters de Cambodja.
Chea Sim va ser durant molt temps una de les la figures més poderoses i representatives del PPC, encara que sempre va compartir aquest lideratge amb Hun Sen, que cap al final de la seva carrera va començar a guanyar-li terrè dins del partit. La seva posició com a líder es va veure clarament amenaçada l'any 2004, quan Hun Sen va aconseguir portar endavant una proposta per canviar la constitució obligant a Chea Sim, que estava en contra a exiliar-se temporalment. Quan la salut de Chea Sim va començar a deteriorar-se, Hun Sen va assentar definitivament la seva superioritat i va assumir el nou lideratge del partit després de la seva mort  l'any 2015.

### Hun Sen
És l'actual primer ministre de Cambodja i líder del PPC. Igual que Chea Sim, va ser membre i seguidor del KPRP prèviament a la seva pujada al poder, i va lluitar en el seu bàndol durant la guerra civil. Va recolzar al règim de la Kamputxea Democràtica fins a l'any 1977, quan van començar les purgues internes dels Khmers Vermells i va escapar a Vietnam per passar a lluitar en favor de l'alliberament de Cambodja del règim khmer.
Va ascendir en poder l'any 1979, quan va ser designat com un dels nous capdavanters de Cambodja per Vietnam com a Ministre d'Afers exteriors, i s'ha mantingut en les esferes més altes del poder des de llavors. Ha estat acusat en diverses ocasions d'usar mètodes com la corrupció, coacció, intimidació, etc. per mantenir-se en el poder i neutralitzar als seus adversaris polítics. L'any 2015 va substituir a Chea Sim com a líder del PPC, i porta en el poder com a primer ministre des de l'any 1998.

### Heng Samrin
Heng Samrin va ser un altre dels líders polítics designats per Vietnam després de la caiguda del règim de la Kamputxea Democràtica de Pol Pot. També defensor i seguidor d'aquest règim al principi, va fugir a Vietnam després de les purgues de líders polítics del 1978 i va pujar al poder juntament amb Chea Sim, Hun Sen, i altres líders polítics pro-Vietnam en el 1979, quan va ser designat president. Durant la primera dècada d'aquest nou govern, Heng Samrin va ser també el líder de-facto del mateix, fins que va perdre gran part del seu poder amb l'ascens de Hun Sen al lloc de primer ministre l'any 1985. És també una de les principals figures dins del PPC.

### Pen Sovann
Pen Sovann va lluitar contra en la guerra contra França en el 1949 i més tard va passar a formar part de les files del KPRP, lluitant al seu costat durant la guerra civil, però va ser un dels primers a deixar el partit i exiliar-se després de la seva arribada en poder l'any 1973. Pen Sovann ha ocupat diversos càrrecs importants dins del PPC, incloent el de primer ministre durant un curt període l'any 1881. També cal destacar el seu paper com a secretari general del KPRP de l'any 1979 al 1981.
L'any 1998, Pen Sovann va fundar el seu propi partit, el Cambodian National Sustaining Party, i més tard, l'any 2007, es va convertir en vicepresident del Human Rights Party. Aquest partit va acabar fusionant-se amb el Sam Rainsy Party per crear el Cambodia National Rescue Party, del qual Pen Sovann és avui dia membre i pel qual exerceix també de membre del parlament.